# Pattinaggio di velocità ai II World Skate Games
Le competizioni di pattinaggio di velocità ai II World Skate Games si sono svolte dal 7 al 14 luglio 2019 a Barcellona, in Spagna

## Podi

### Senior

#### Uomini Senior
| Evento                     | Oro                | Argento                     | Bronzo                            |
| 100m                       | Daniel Greig       | Jorge Luis Morales Martínez | Simon Albrecht                    |
| 200m                       | Edwin Estrada      | Simon Albrecht              | Jorge Luis Morales Martínez       |
| 500m Sprint                | Pedro Causil Rojas | Edwin Estrada               | Ricardo Cristopher Verdugo Campos |
| 1000m Sprint               | Bart Swings        | Duccio Marsilii             | Andreas Jimenez                   |
| Giro Sprint                | Edwin Estrada      | Lepivert Gwendal            | Pedro Causil Rojas                |
| Gara a punti 10.000m       | Chen Yan-Cheng     | Loubineaud Timothy          | Bart Swings                       |
| Eliminazione/Punti 10.000m | Bart Swings        | Alex Cujavante              | Daniel Niero                      |
| Eliminazione 10.000m       | Alex Cujavante     | Bart Swings                 | Daniel Niero                      |
| Eliminazione 15.000m       | Bart Swings        | Oscar Felipe Cobo Lenis     | Beddiaf Nolan                     |
| Staffetta 3000m            | Colombia           | Francia                     | Belgio                            |
| Maratona                   | Beddiaf Nolan      | Bart Swings                 | Felix Rijhnen                     |

#### Donne Senior
| Evento                     | Oro                                  | Argento                              | Bronzo                            |
| 100m Sprint                | Geiny Pajaro                         | Chen Ying-Chu                        | Andrea Canon                      |
| 200m                       | Geiny Pajaro                         | Andrea Canon                         | Dalia Guadalupe Soberanis Marenco |
| 500m Sprint                | Kerstinck Rachelle Sarmiento Anchile | Pedronno Mathilde                    | Peng Yue-Cih                      |
| 1000m Sprint               | Mareike Thum                         | Luz Karime Garzon                    | Liu Yi-Hsuan                      |
| Giro Sprint                | Andrea Canon                         | Kerstinck Rachelle Sarmiento Anchile | Sandrine Tas                      |
| Gara a punti 10.000m       | Jhoana Viveros                       | Laura Iaabel Gomez Quinteiro         | Yu Garam                          |
| Eliminazione/Punti 10.000m | Jhoana Viveros                       | Francesca Lollobrigida               | Liu Yi-Hsuan                      |
| Eliminazione 10.000m       | Luz Karime Garzon                    | Yang Ho-Chen                         | Mareike Thum                      |
| Eliminazione 15.000m       | Francesca Lollobrigida               | Jhoana Viveros                       | Yang Ho-Chen                      |
| Staffetta 3000m            | Colombia                             | Corea del Sud                        | Francia                           |
| Maratona                   | Francesca Lollobrigida               | Jhoana Viveros                       | Sabine Berg                       |

### Junior

#### Uomini Junior
| Evento                     | Oro                              | Argento                      | Bronzo                       |
| 100m Sprint                | Sabien Tinson                    | Ivan Galar                   | Lin Jian You                 |
| 200m Sprint                | Salomon Enrique Carballo Arrieta | Lin Jian You                 | Nil Llop                     |
| 500m Sprint                | Nil Llop                         | Kuo Li-Yang                  | Timo Lehnertz                |
| 1000m Sprint               | Zhang Zhenhai                    | Elia Faso                    | Jason Suttels                |
| Giro Sprint                | Sabien Tinson                    | Nil Llop                     | Wang Wei Lun                 |
| Gara a punti 10.000m       | Jason Suttels                    | Raul Enrique Ramirez Hurtado | Matteo Barison               |
| Eliminazione 10.000m       | Jason Suttels                    | Raul Enrique Ramirez Hurtado | Gabriele Cannoni             |
| Eliminazione/Punti 10.000m | Jason Suttels                    | Choi Inho                    | Raul Enrique Ramirez Hurtado |
| Eliminazione 15.000m       | Juan Jacobo Mantilla Pinilla     | Raul Enrique Ramirez Hurtado | Gabriele Cannoni             |
| Staffetta 3000m            | Colombia                         | Italia                       | Corea del Sud                |

#### Donne Junior
| Evento                     | Oro                         | Argento                 | Bronzo                      |
| 100m Sprint                | Sheila Alejandra Muñoz Maza | Almudena Blanco         | Valeria Rodríguez López     |
| 200m Sprint                | Nerea Langa                 | Valeria Rodríguez López | Sheila Alejandra Muñoz Maza |
| 500m Sprint                | Nerea Langa                 | Valeria Rodríguez López | Maria Loreto Arias Armijos  |
| 1000m Sprint               | Maria Jose Porto Perez      | Nerea Langa             | Giorgia Valenzano           |
| Giro Sprint                | Asja Varani                 | Nerea Langa             | Maria Loreto Arias Armijos  |
| Gara a punti 10.000m       | Maria Jose Quiroz           | Corinne Stoddard        | Giorgia Valenzano           |
| Eliminazione/Punti 10.000m | Maria Jose Quiroz           | Bente Kerkhoff          | Mun Jiyun                   |
| Eliminazione 10.000m       | Corinne Stoddard            | Maria Jose Quiroz       | Giorgia Valenzano           |
| Eliminazione 15.000m       | Giorgia Valenzano           | Maria Jose Quiroz       | Laura Peveri                |
| Staffetta 3000m            | Corea del Sud               | Spagna                  | Francia                     |